# Chameleon – The Best of Camel
Chameleon – The Best of Camel – kompilacyjny album brytyjskiej grupy Camel wydany w 1981 roku. 

## Lista utworów
Album zawiera utwory:
1. Echoes – (Latimer, Bardens, Ward)
2. Rhayader – (Latimer, Bardens)
3. Rhayader goes to town – (Latimer, Bardens)
4. Song within a song – (Latimer, Bardens)
5. Remote romance – (Latimer, Watkins)
6. Nude – (Latimer)
7. Drafted – (Latimer, Hoover)
8. Lies – (Latimer, Hoover)
9. Supertwister – (Bardens)
10. Uneven song – (Latimer, Bardens, Ward)
11. Rainbow's end – (Latimer, Bardens)